# Mollináry Gizella
Mollináry Gizella, Gebauer Gusztávné, született Molnár Gizella Mária (Budapest, 1896. szeptember 7. – Budapest, 1978. február 23.) az 1940-es évekig igen népszerű, hányatott sorsú magyar író, költő.

## Életpályája
…Ha nem tud mihez kezdeni velünk a világ

s csak a gazdagok felettünk elhúzó kacaját

bámuljuk idegenül

mint robotjukba tompult szántó-vetők

a délre költöző madarakat.
Egy olasz orvostanhallgató, és a macedón-horvát származású anya, Molnár Katalin 22 éves, tanulatlan kulcsárnő szerelemgyermekeként született a budapesti Szent Rókus Kórházban. Kisgyermekként menhelyeken, s különböző nevelőszülőknél élt. 1904-ben került vissza Budapestre az anyjához, aki prostitucióból tartotta fenn magukat. Anyja élettársaival többször változtattak lakóhelyet. Egyszer felkereste az apját, aki gorombán elutasította, sőt homlokonrúgta!
Fiatalkorától kezdve önmagáról gondoskodott. Dolgozott építkezésen, textilszövőként, cselédként, markotányos lányként, kofaként. Szenet a pályaudvarról, élelmet a piacról lopott. Egy kaszárnyában cukrot és édességet árult. Tizenkilenc évesen – ahogyan anyja vele annak idején – teherbe ejtették. Megivott egy lábasnyi gyufaoldattal elegyített lúgot, a Rókus-kórház öngyilkososztályán épp csak megmentették az életét. Megszülte a fiát, leányanyként egy menedékhelyre került Szécsénybe, ahol megvetették, köpködték. Magányában olvasni kezdett, a helyi zsidóságtól kapott könyveket, megtanult helyesen írni, titokban verseket kezdett el fabrikálni
Az első világháború végén politikai tevékenységbe kezdett, a korai szocialista eszméket hirdette. Nógrád vármegye területén újságíró és propagandista volt. A balassagyarmati laktanya ezredirodáján hivatalnokoskodott, azután a szociáldemokrata párt egyik helyi vezetője lett. A Tanácsköztársaság ő szervezte a május elsejei ünnepséget, a saját versét szavalta el, a megyei direktórium tagja lett, a feminista nőket fogta össze, s a cseh betörés elleni küzdelmet irányította. A kommün bukása után elfogták, és börtönbe csukták, ahonnan 1920 júliusában megszökött, s a későbbi Jugoszláviába menekült. Ott kezdett írni addigi életéről, a börtönben szép nőként elszenvedett veréseiről, megaláztatásairól, megerőszakolásairól.
Verseit Magyarországra küldte, amelyek többek között a Nyugatban jelentek meg. Sok elismerő kritikát kapott (többek között Ignotus Páltól, Dsida Jenőtől, Szerb Antaltól és Radnóti Miklóstól).
1924-ben amnesztiával hazatért, majd zsinórban négy verseskönyve jelent meg. Férjhez ment a gazdag Dragutin Nuberhez, de ez a házasság nem tartott sokáig. Megismerkedett egy magyarországi vizsgálóbíróval, a nála 17 évvel idősebb Gebauer Gusztávval, és 1924-ben Magyarországra költöztek. 1927. január 18-án, Budapesten, a Terézvárosban kötöttek házasságot. Béla (1917–1941) néven fia született, akit kadétként egy német szolgálatban lévő hajó, az Ungwar felrobbantása során vesztett el.
Önéletrajzi ihletésű regényeket írt gyermek-, és ifjúkora változatos élményeiből, melyek nagy népszerűségre tettek szert, mint például a gyermekéveit megörökítő Betévedt Európába című, amely tizennyolc kiadást ért meg. Sorra születtek bestseller művei, melyeket olaszra fordítva is kiadtak. Sikerei komoly jólétet biztosítottak a családnak, mivel több tízezer példányban fogytak el a könyvei, de az irodalmi élet nem tudott mit kezdeni vele, annyira új hang volt… nem lehetett „besorolni”, noha azt mindenki elismerte, hogy nagy író. 1939-ben a férjével házat vettek, ez volt az első otthona. A negyvenes évek elején megírt négy vaskos regényt, egyes szám első személyben referált mindarról, ami huszonhárom éves koráig történt vele.
Németellenes megnyilvánulásai miatt 1944-ben a Gestapo letartóztatta, amelyből csak nehezen szabadult ki. A második világháború vége felé bujkálnia kellett. A kommunista hatalomátvétel teljesen háttérbe szorította, mert polgári szerzőként skatulyázták be. Délszláv származása is bélyeg volt rajta, így paraszti munkával tartotta el magát és beteg férjét. Folyamatosan beadványokkal és kérelmekkel ostromolta a hivatalokat, eredménytelenül. Az irodalmi élet hivatalos helyeitől rengeteg ígéretet kapott, de konkrét segítséget alig.
1947-ben megjelent még egy regénye, azt is elkapkodták, ám a kommunista rendszer polgári írónak bélyegezte, betiltották (főleg, hogy nem szépen írt se a délszláv élményeiről, se a szovjet katonákról).
1956 tavaszán felvették az Irodalmi Alapba, majd a forradalom után publikálhatott is. A Vigilia közölte verseit, de a továbbiakban egyetlen regényét sem adták ki.
A hivatalos irodalomtörténet azóta sem tartja számon elismert íróként.

## Magyarul
- Asszonyi alázat; szerzői, Budapest, 1927
- Földet érint homlokunk; szerzői, Budapest, 1929
- Az arc elsötétül; szerzői, Budapest, 1931
- A kocsihajtó; szerzői, Budapest, 1934
- Ami történik; Gebauer, Budapest, 1937
- Betévedt Európába. Regény, 1–2.; Grill, Budapest, 1941
- Betelt a Föld hamissággal. Regény; Grill, Budapest, 1941
- Meddő szüret után… 1–2.; Grill, Budapest, 1942
- Vádoltuk egymást, 1–2.; Grill, Budapest, 1943
- Az Isten hallgat. Regény; Grill, Budapest, 1947